# Alessandro Russo
Pour les articles homonymes, voir Russo.
Alessandro Russo, né le 31 mars 2001 à Reggio de Calabre en Italie, est un footballeur italien, qui évolue au poste de gardien de but a l'US Sassuolo.

## Biographie

### En club
Alessandro Russo naît à Reggio de Calabre en Italie. Il est formé par le Genoa CFC, qu'il rejoint en 2016, en provenance du F24 Messina. Il ne joue cependant aucun match avec l'équipe première, et s'engage le 26 juillet 2019 en faveur de l'US Sassuolo, où il devient la doublure d'Andrea Consigli.
Le 29 août 2020 est annoncé le prêt pour une saison d'Alessandro Russo au Virtus Entella, club évoluant alors en Serie B.
Le 12 juillet 2023, Alessandro Russo rejoint l'AC Trento 1921 (en), sous la forme d'un prêt d'une saison

### En équipe nationale
Alessandro Russo est sélectionné avec l'équipe d'Italie des moins de 17 ans pour participer au championnat d'Europe des moins de 17 ans en 2018. Lors de cette compétition organisée en Angleterre, Russo est le portier titulaire de la sélection, et joue six matchs. L'Italie s'incline lors de la finale face aux Pays-Bas après une séance de tirs au but.
Par la suite, avec les moins de 19 ans, il participe au championnat d'Europe des moins de 19 ans en 2019. Lors de cette compétition organisée en Arménie, il officie comme gardien remplaçant. Avec un bilan d'une seule victoire et deux défaites, l'Italie ne parvient pas à dépasser le premier tour.

## Palmarès
Italie -17 ans
- Finaliste du championnat d'Europe des moins de 17 ans
  - 2018.